# Freddy Alberto Malpica
Freddy Alberto Malpica Pérez (Caracas, 25 de julio de 1943) es un ingeniero mecánico graduado en la Universidad Central de Venezuela en 1967 con una destacada y dilatada carrera docente y administrativa en la Universidad Simón Bolívar, de Caracas. En 1985 fue designado Vicerrector Académico y en 1989 es electo Rector de la Universidad Simón Bolívar, siendo reelecto en 1993 y en 1997.

## Biografía
Freddy Alberto Malpica Pérez alcanzó la jerarquía de Brigadier Mayor y obtuvo el título de Bachiller en Ciencias en el Liceo Militar Gran Mariscal de Ayacucho en 1962, egresando en la III Promoción "Presbítero Marcial Ramírez Ponce" (1957-1962). 
Obtuvo el título de Ingeniero Mecánico de la Universidad Central de Venezuela, en 1967. En 1971, se incorporó como profesor de la Universidad Simón Bolívar, en Caracas.
Recibió la distinción "Medalla Rectoral" de la Universidad de Chile en 2000.
Fue Rector de la Universidad Simón Bolívar entre 1989 y 2001. Ha sido el Rector con la gestión más prolongada en la historia de esa prestigiosa casa de estudios superiores.
Es Profesor Emérito de la Universidad Simón Bolívar.